# Mastyks

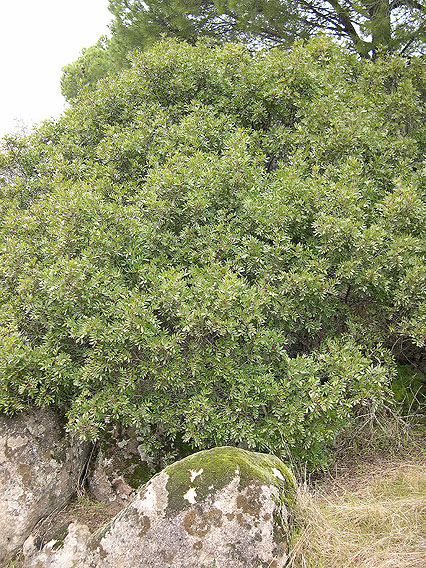
Pistacia lentiscus

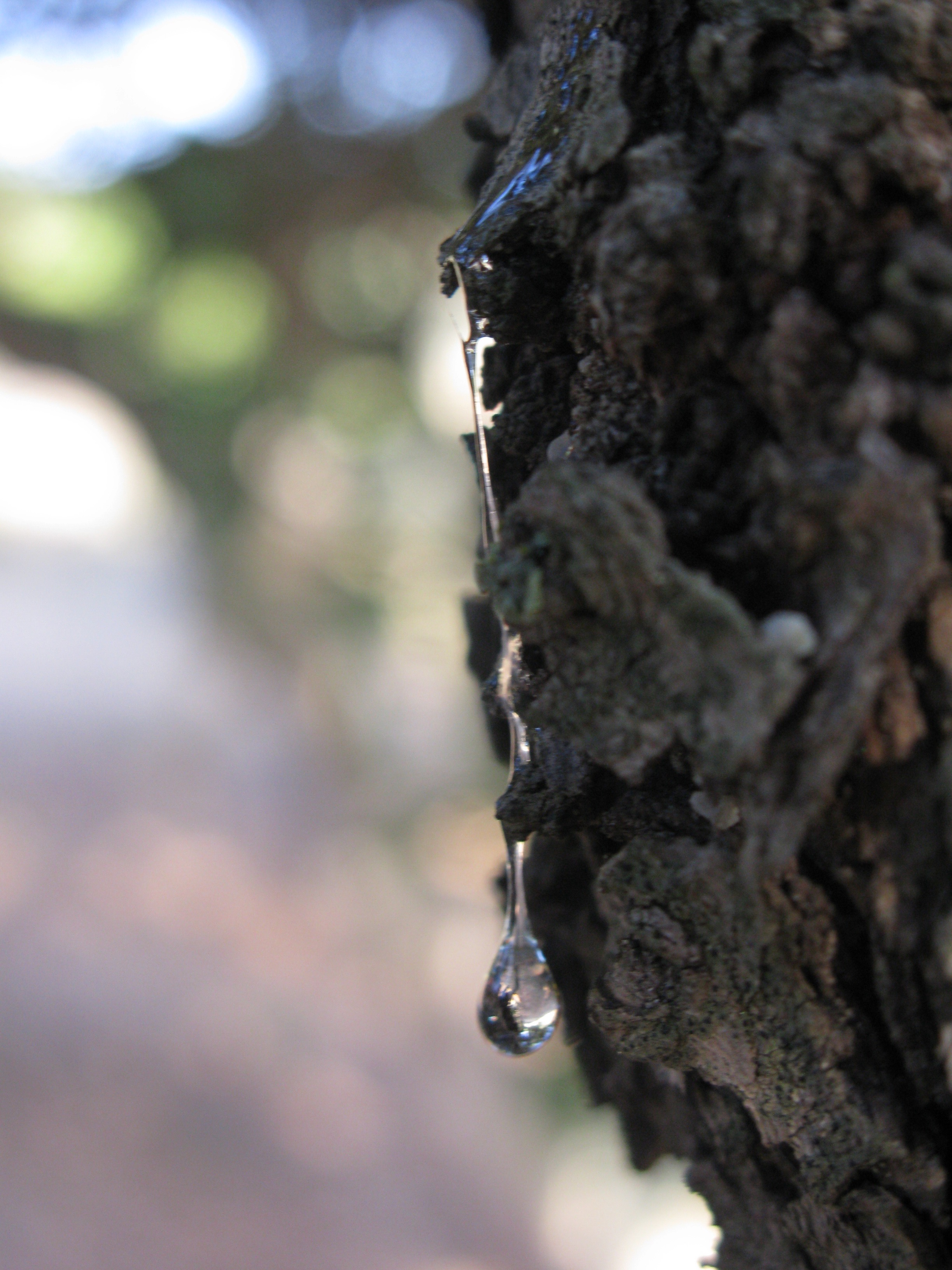
Żywica mastyksowa

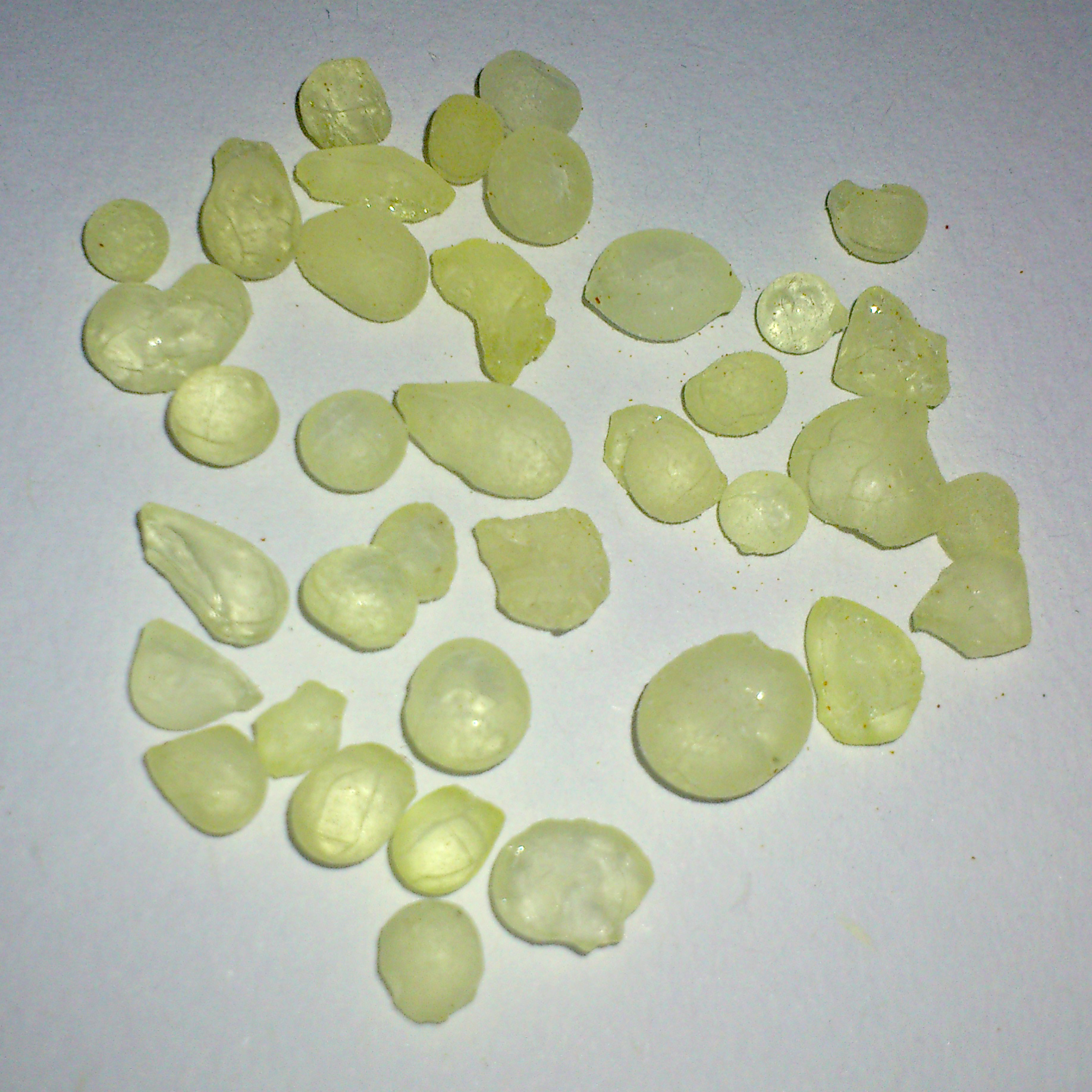
Grudki mastyksu

Mastyks, łzy Chios (gr. Μαστίχα) – miękka, aromatyczna żywica naturalna, pozyskiwana z balsamu wyciekającego z drzewa pistacji kleistej (Pistacia lentiscus), rosnącego w obszarze śródziemnomorskim.
Mastyks występuje (w zależności od pochodzenia) w kilku rodzajach:
- chioski,
- lewantyński,
- bombajski.

Mastyks sprzedawany jest w postaci grudek różnej wielkości i koloru, pokroju gruszkowatego, kulistego, walcowatego lub jajowatego. Występują grudki koloru żółtawego lub zielonawożółte, przeźroczyste lub mętne. Jest kruchą żywicą o złomie muszelkowym, szkliście błyszczącym. Grudki mastyksu pokryte są pyłkiem. Łatwo się ścierają, tarte wydzielają balsamiczną woń. 
Zawiera 42% kwasów mastycynowych, około 50% żywicy beta, 2% olejków lotnych i około 5% innych składników. Rozpuszcza się w alkoholu amylowym, butanolu, ksylenie i toluenie. Częściowo rozpuszcza się w acetonie, metanolu, etanolu, czterochlorku węgla, disiarczku węgla i olejku terpentynowym.

## Zastosowanie

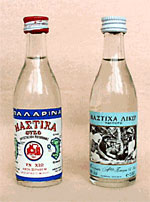
Mastichato

Od czasów antycznych znane są jego właściwości bakteriobójcze i grzybobójcze. Żucie i gryzienie mastyksu było popularne już w Starożytnej Grecji w V wieku p.n.e. W XXI wieku jego specyficzny, gorzkawy smak znajduje zastosowanie w produkcji likierów (mastichato), deserów, napojów orzeźwiających, gum do żucia, słodyczy, lodów, pieczywa, a nawet sera. W niektórych deserach, jak dżemy lub ciasta, mastyks może pełnić rolę żelującą, eliminując potrzebę dodania skrobi bądź żelatyny. Wytwarzane są także kosmetyki z dodatkiem mastyksu.

### Werniks
Mastyks stosowany jest do sporządzania werniksu, służącego do utrwalania malowideł, nasycania podobrazi drewnianych oraz sklejania płócien. Używany był także jako część składowa spoiwa do malowidła przejrzystego aureola. Tworzy się go przez rozpuszczenie mastyksu w olejku terpentynowym w stosunku 1:2. Żywicę miałką umieszcza się we woreczku bawełnianym w naczyniu, zawierającym olejek terpentynowy. Jedną część wagową żywicy miesza się z jedną częścią olejku, co daje około 50% roztwór. Poprzez dodanie do takiego roztworu dwu części olejku terpentynowego zimnego tworzy się około 12% werniks średnio szybko schnący, o barwie żółtawej. Gdy zamiast olejku terpentynowego dodaje się dwie części toluenu, otrzymuje się werniks szybko schnący bezbarwny. Werniks produkowany przy użyciu toluenu sporządza się na zimno. 
Werniks mastyksowy obok damarowego uważany jest za najcenniejszy i jest używany jako werniks końcowy. W konserwatorstwie używa się go do impregnowania podobrazi drewnianych i sklejania płócien.